# Anne Dashwood, Bá tước phu nhân xứ Galloway
Anne Dashwood, Bá tước phu nhân xứ Galloway (1743 – 8 tháng 1 năm 1830), là vợ của John Stewart, Bá tước thứ 7 xứ Galloway.